# كولنسباخو

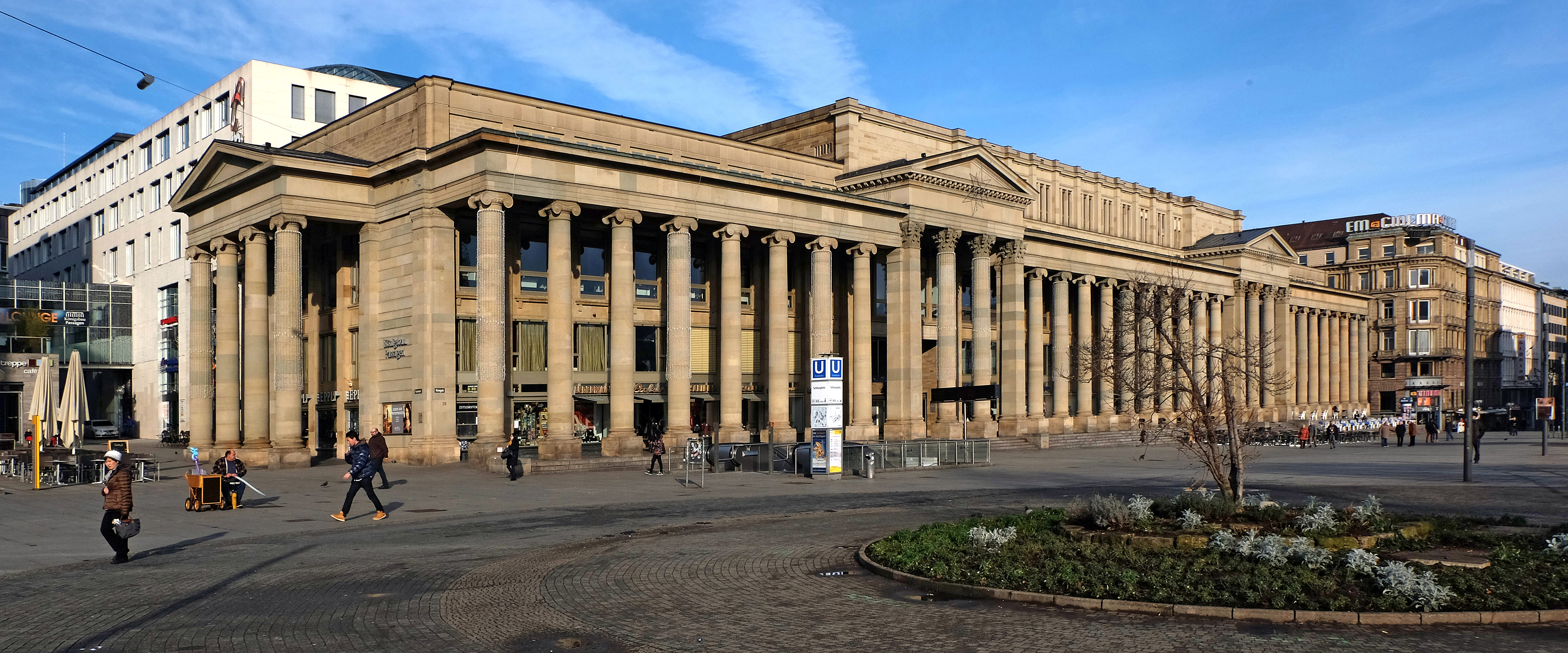
كولنسباخو عن قُرب

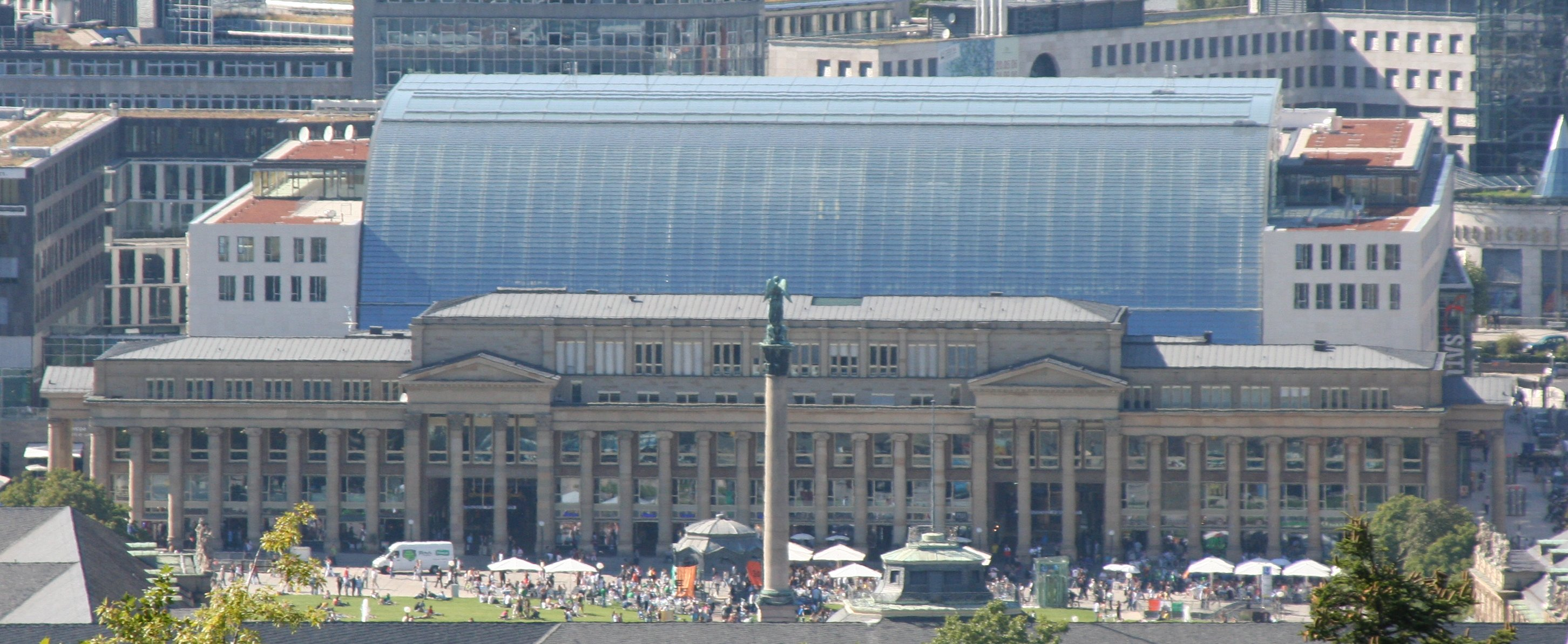
كولنسباخو من علي بُعد

الكولنسباخو هو إحدى المباني التاريخية في شلوسبلاتز في شتوتغارت. وهو يشكل الطرف الشمالي الغربي من الساحة ، ويضم بشكل رئيسي المتاجر والمقاهي. منذ نيسان / أبريل 2006 ، تم إضافة كولنسباخو باساجين ، مبنى تجاري ومكتبي تبلغ مساحته 45 ألف متر مربع ، إلى الجزء الخلفي من المبنى الملكي.

## التاريخ

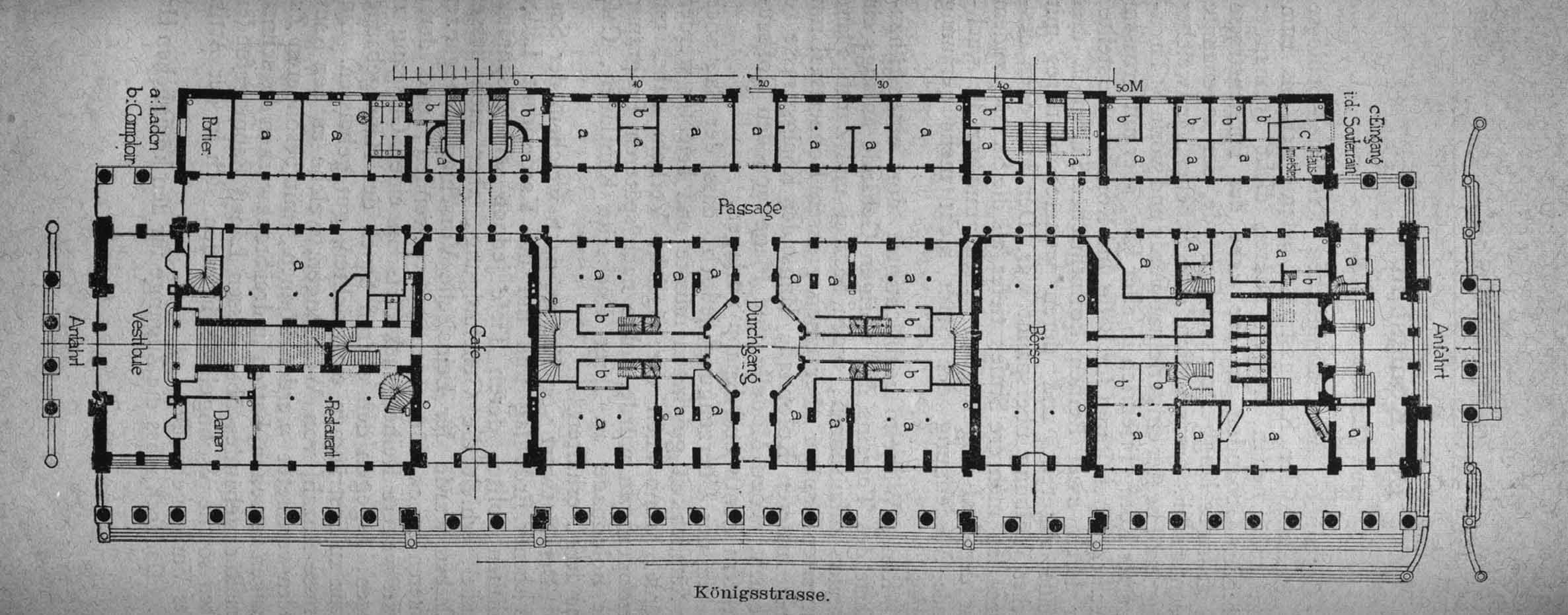
مخطط الطابق الأرضي، 1884. - لمخطط الطابق العلوي انظر هنا

تم بناء المبنى الملكي بين عامي 1856 و 1860 نيابة عن الملك وليام الأول (William I of Württemberg) علي النمط الكلاسيكي المتأخر كعمل تجاري، حصل المهندس المعماري في البلاط الملكي كريستيان فريدريش فون لينز (Christian Friedrich von Leins) مع المهندس المعماري جوهان مايكل كناب (Johann Michael Knapp) على عقد البناء. كان المبنى الضخم يشكل نقطة مقابلة لنيو بالاس ويتميز برواق مكون من 34 كولانيد (عمود) بطول 135 مترًا.
في الحرب العالمية الثانية ، تضرر المبنى الملكي بشدة ، في 1958/59 تمت إعادة بنائه بما يعادل 4 ملايين يورو. من عام 1991 إلى عام 2002 كان فندق كولنسباخو يضم بورصة شتوتغارت (Börse Stuttgart)، والتي انتقلت الآن إلى شارع البورصة (Börsenstraße).

## كولنسباخو باساجين
تقع منطقة التسوق والأعمال كولنسباخو باساجين على مساحة 8،860 متر مربع ، وتخطط لها شركة الهندسة المعمارية برلين هشلين جيهلي (Hascher Jehle Architektur)، وتقع خلف كولنسباخو. الميزة الأكثر لفتًا للانتباه في المبنى هي السقف الزجاجي المقوس الذي يتصل مباشرة بـ كولنسباخو. 
تم وضع حجر الأساس للمبنى في سبتمبر 2004 ، وقد تم الاحتفال ببدء العمل في أكتوبر 2005 ، وتم افتتاحه في 20 أبريل 2006.

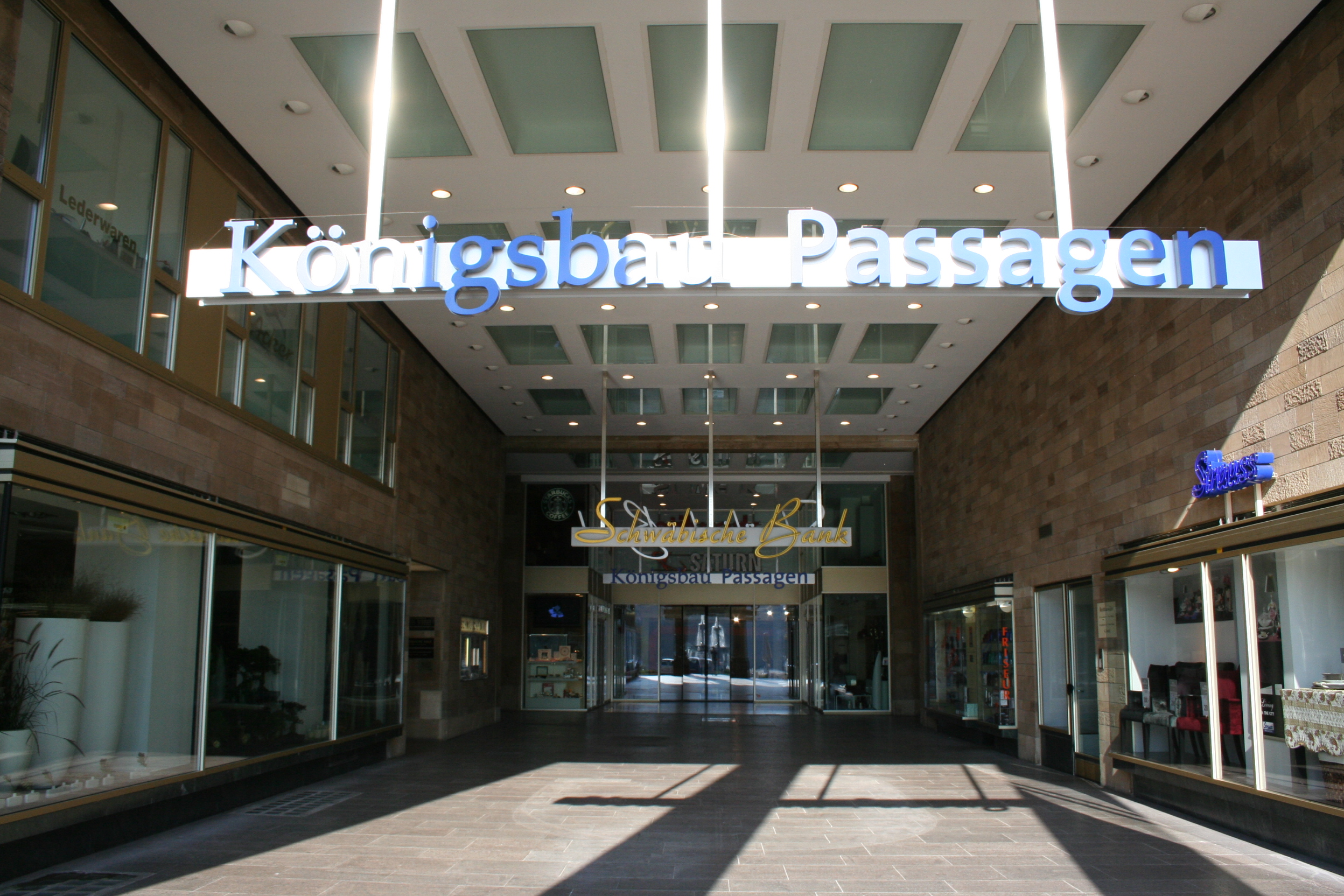
ممرر عبر المبنى القديم إلى كولنسباخو باساجين

## المؤلفات الأدبية
- Uwe Bogen (text); Thomas Wagner (photos): Stuttgart. A city changes its face. Erfurt 2012, page 10-11.
- The royal building . In: Eugen Dolmetsch: From Stuttgart's past days (second volume of "Pictures from Old Stuttgart"). Self-lived and retold. Stuttgart 1931, pages 66-69.
- Königsbau passages. Under roof and compartment . In: Stuttgart is building. Developments and new construction projects 4.2006, page 46-49.
- Hermann Lenz ; Günter Beysiegel (publisher): Stuttgart. from 12 years of Stuttgart life. Stuttgart: Belser, 1983, pages 416-420.

## روابط خارجية
- Internetauftritt der Königsbau-Passagen